# TechCrunch
TechCrunch是一个聚焦信息技术公司报道的新闻网站，他们关注的公司大小各异，从创业公司到纳斯达克指数所包含的顶尖企业都有涉及。这个网站在2005年由迈克尔·阿灵顿创始。2010年9月28日，在美国旧金山举行的年度TechCrunch Disrupt会议上，美国在线宣布他们将会收购该网站，收购金额据传是在2500-4000万美元之间。
2011年，由于美国在线对阿灵顿的一个新建投资基金CrunchFund进行了注资，涉嫌违反新闻伦理，阿灵顿和一些创始的编辑退出了该网站。此后还有其他作者包括Paul Carr和Sarah Lacy对此事件提起诉讼。
2013年8月8日，TechCrunch推出新的中文版网站，域名为http://techcrunch.cn。中文版的国内运营商是动点科技。
2019年12月30日TechCrunch 中文版（TechCrunch.CN）已终止运营。

## TechCrunch 網絡
TechCrunch 有數個附屬網站，故被稱為TechCrunch網絡，自2004年12月14日起包括以下網站：
- TechCrunch 法國 - 由Ouriel Ohayon 編寫，2006年6月建立，主要翻譯TechCrunch 內容或一些原創內容。
- TechCrunch 日本 - 翻譯自美國及一些原創內容。
- TechCrunch UK - 現已關站。由Sam Sethi 編寫，內容主要針對英國的Web 2.0 服務，因為Sethi 與Arrinton 和Loic Le Meur之間的爭論而於2006年12月13日關站。
- CrunchNotes - Michael Arrington 的個人網誌，內容主要關於Web 2.0.
- MobileCrunch - 主要針對流動電訊工業的網誌。
- CrunchGear - 針對電子現意和電腦硬件的網誌，由John Biggs 編寫。
- TalkCrunch - 關於Web 2.0 的播客，內容包裝訪問Web 2.0 公司或新產品發佈。
- CrunchBoard - Web 2.0 公司的招聘網站。
- CrunchBase - 人人可编辑的Web 2.0创业公司，人物及投资者的数据库
- TechCrunch Disrupt - 是由TechCrunch每年举办的大会，始于2011年，分别在旧金山、[7]纽约、[8]北京[9]和柏林[10]举办。在风险投资商，媒体和感兴趣的人们前，重点介绍一些新兴科技创业公司。[11]

## 中文版情况
2013年8月开始，中文版网站techcrunch.cn开始运营，其业务由动点科技承担。除了翻译TC本身英文版内容，亦进行中国本土企业报道。这一合作关系持续到2019年结束。

### 受侵权事件
由于中国大陆相对后发的科技媒体氛围，TechCrunch遭遇了一些侵权情况：
- 36Kr  未授权翻译[13]
- 虎嗅  在其应用内构造了一个未授权账号，标注为TechCrunch，具有误导性，并且存在其他侵权行为[14]
- 腾讯科技  未授权翻译[15][16][17]

其中关于36Kr的未授权翻译行为，亦一度引发话题。

### 平台审查
中文版TechCrunch除网页版，亦在其他社交媒体平台登录，如中国大陆流行的微信公众号。
2019年2月，Reddit接受腾讯领投的融资。TechCrunch英文版发表文章 .   [2019-03-12]. （原始内容存档于2019-02-16）.，次日中文版更新《腾讯不是 Reddit 的审查噩梦》。
文章提及了中国大陆的审查机制，和大陆互联网巨头的实际运行，如微信对公众号的管理。该文在TechCrunch自己的微信公众号同步时，出现问题，运营者以大量字母缩写替代（可能的）敏感词（如SC-审查、ZF-政府、6FVV-GFW等）。由于内容与实际形成反差，被调侃为“TechCrunch中文版 的《腾讯不是Reddit的审查噩梦》一文正在接受腾讯审查”。

## 外部連結
- 官方网站
- TechCrunch Events（页面存档备份，存于）
- Crunchbase（页面存档备份，存于）